# Бэндэбикэ и Ерэнсэ

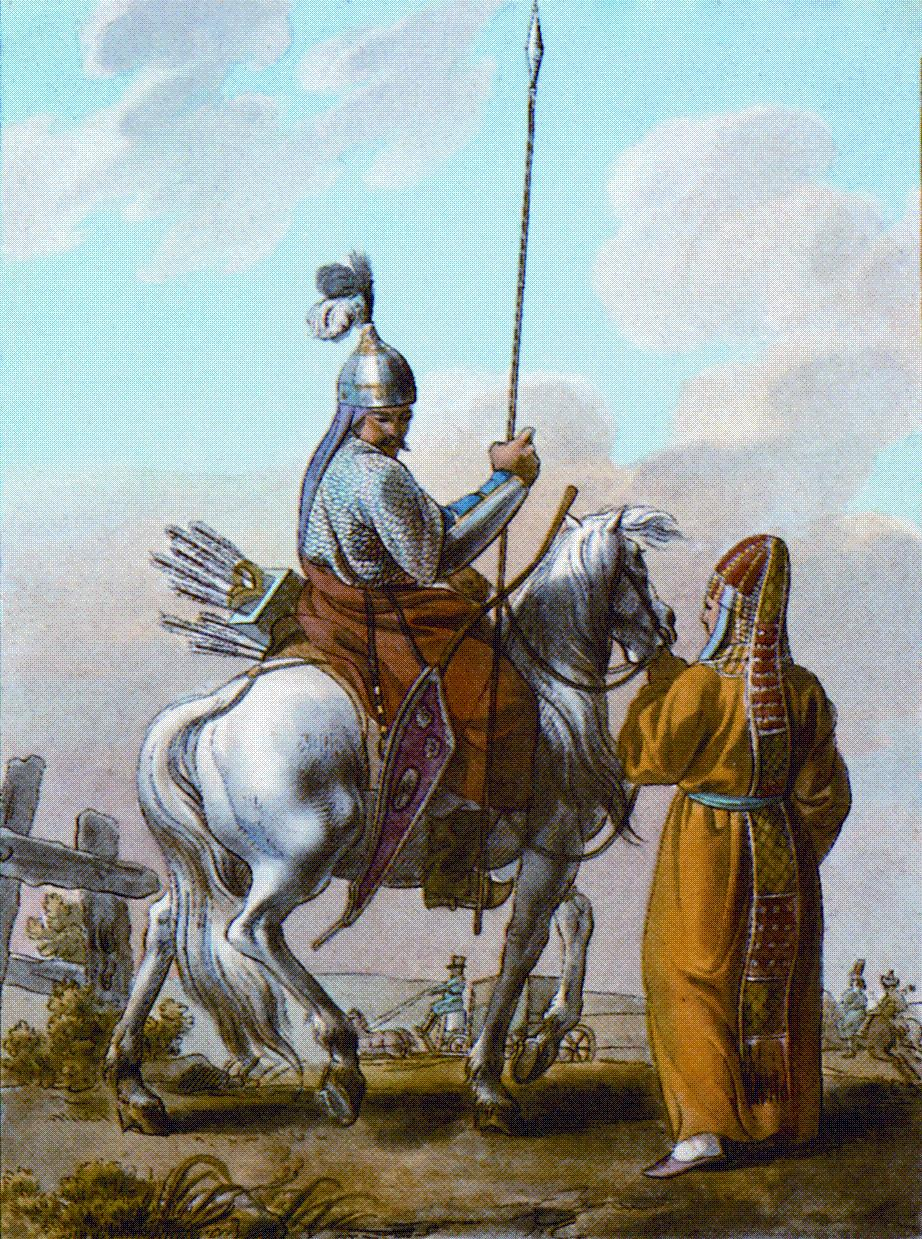
Башкир-воин со своей женой

Бэндэбикэ и Ерэнсэ — башкирская легенда о мудрой женщине и её муже-поэте Ерэнсэ.

## История
Впервые легенду о Бэндэбикэ и Ерэнсэ-сэсэне записал в 1911 году от жителя деревни Каныкулово Оренбургской губернии Миннибая Мамбетовича Саитова известный башкирский поэт, фольклорист Мухаметша Бурангулов (научный архив, ф.3, оп.12, д.445,Л.162-165; Башкирское народное творчество. Т. 10. Исторический эпос. — Уфа, Китап, 1999. — 392 с. Страница 382). В южных районах Башкортостана с давних времен из уст в уста передавались легенды о поэте-мудреце Ерэнсэ и его мудрой жене Бэндэбикэ.
Ерэнсэ был героем многих башкирских сказок и легенд («Обращение Ерэнсэ к Абулхаир-хану», «Смерть горы Аскар», «Ерэнсэ и хан», «Как Ерэнсэ искал себе невесту» и т. д.) Башкирский писатель Талгат Ишемгулов собрал бытовавшие в деревнях Кугарчинского района легенды и издал их под названием «Бэндэбикэ и Ерэнсэ». Он же написал повесть «Бэндэбикэ» (2009).
В 1968 году был вскрыт средневековый мавзолей (кэшэнэ) Бэндэбикэ на кладбище села Максютово Кугарчинского района Республики Башкортостан. Останки женщины, обнаруженной в каменном саркофаге, увезли в институт антропологии МГУ, но М. С. Акимова, занимавшаяся восстановлением внешности Бэндэбикэ, скончалась, и дальнейшая судьба останков женщины пока остается неизвестной. 
Легенды о мудром и находчивом Ерэнсэ-сэсэне, предположительно жившем в XIV—XV веках, распространены среди многих тюркских народов -казахов, киргизов, туркмен. Иногда в тюркских легендах его называют даже визирем Джанибек-хана.

## Сюжет

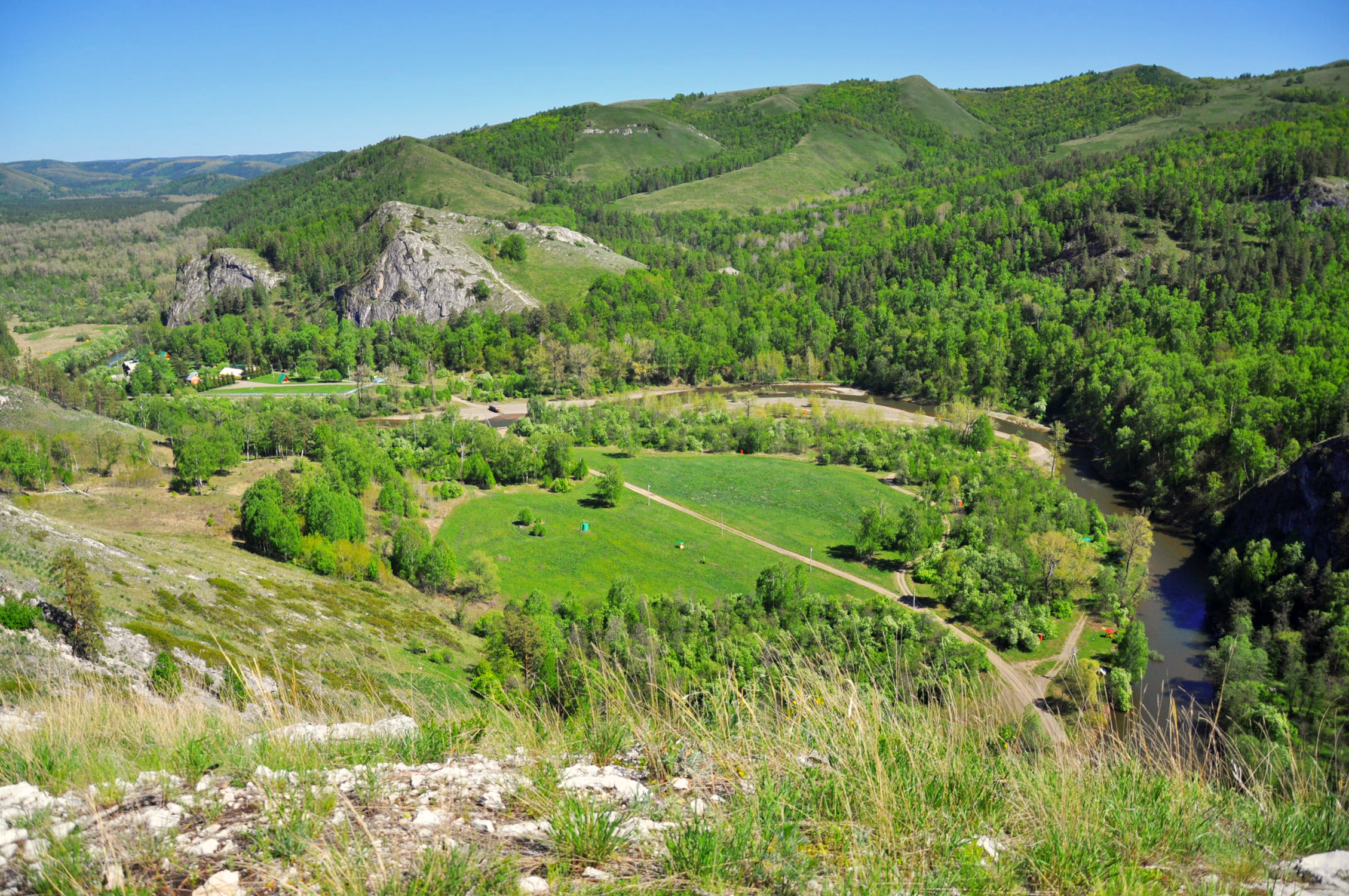
На родине Бэндэбикэ и Ерэнсэ. Мурадымовское ущелье. Башкортостан

Согласно легенде Бэндэбикэ — очень умная и храбрая женщина, жившая примерно в XIV—XV веках на юге современного Башкортостана. В давние времена башкиры страдали от междоусобных войн и взаимных набегов казахских и башкирских племен. Бэндэбикэ сумела уговорить соседние башкирские племена жить в мире друг с другом («ведь всего у нас вдоволь»), а затем во время очередного набега казахов отважно возглавила башкирское войско и вступила с ними в переговоры. С той поры соседи долго жили в мире и согласии. К ней за советом приезжали многие, и первым делом, спрашивали, дома ли Бэндэбикэ, висит ли её нагайка на своем месте (башк.«Бәндәбикә өйҙәме, ҡайыш ҡамсы сөйҙәме?»). В башкирских деревнях поныне гости могут задать хозяевам этот же вопрос.
По древней традиции (левират) Бэндэбикэ вышла замуж за младшего брата своего погибшего мужа, значит была намного старше и опытнее своего молодого мужа. Со временем Бэндэбикэ состарилась, а молодому Ерэнсэ хотелось славы. И он начал подумывать о набегах на соседей- казахов. Бэндэбикэ решительно возражала ему, предсказывала поражение, но Ерэнсэ отправился в поход.
Ерэнсэ-сэсэн потерпел поражение. Когда казахский воин занёс над ним оружие, чтобы убить, Ерэнсэ вдруг начал смеяться. Казахи стали спрашивать, почему он рассмеялся. Поэт ответил, что сбылось предсказание его жены Бэндэбикэ. Казахские старейшины решили отпустить домой мужа столь уважаемой святой (аулия).
По пути домой Еренсэ-сэсэн получил известие о смерти жены.  Согласно легенде, Ерэнсэ погиб, бросившись с высокой скалы. Ныне эту скалу жители деревни Ургин называют «Кэмшэткэ тауы» (башк.Кәңшәт тауы). Ерэнсэ- сэсэн был похоронен под курганом рядом с этой скалой.
Бэндэбикэ же была похоронена согласно её завещанию в собственном доме. А сверху её дом завалили землей и камнями, позже здесь был построен каменный мавзолей, который со временем обветшал и обвалился.
В 2007 году на этом месте был построен новый мавзолей в форме восьмигранника с четырьмя арками. Местное население продолжает надеяться на возвращение останков Бэндэбикэ на место и реставрацию старого мавзолея.

## Значение
Как и все остальные тюркские народы, башкиры испокон веков высоко ценили поэзию, поэтов- импровизаторов ( сказителей,сэсэнов). Сэсэны считались собирателями многовековой мудрости предков, нравственных начал и зачастую выступали в качестве представителей народа во время переговоров с другими родами и племенами, соседними народами. Произведения сказителей становились общенародным достоянием и передавались из уст в уста, сохранились среди народа как образцы народного творчества (баиты, кубаиры- сказания, песни, мудрые мысли и т. д.). Одним из таких поэтов был Ерэнсэ- сэсэн Не о личной славе или выгоде он должен думать поэт, а о судьбе, благополучии своего народа- таков основной смысл этой легенды.
Бэндэбикэ-достойная спутница жизни поэта Ерэнсэ, управляла своим родом Кыпсак, пока муж был юн и неопытен, а когда он возмужал, давала ему мудрые советы. Бэндэбикэ была сильным и решительным человеком, способным повлиять на судьбу своих соплеменников. За эти незаурядные качества её уважали не только башкиры, но и казахи, временами враждовавшие между собой. Её называли «Мать народа» (Ил инэһе- мать народа). Она оказывалась тем посредником, который мог остановить кровопролитие и установить надолго мир между соседями. Слава Бэндэбикэ пережила века и память о ней бережно хранится среди башкир и казахов.
Эта легенда учит ценить свою семью и близких, не подчиняться своей гордыне, а считаться с мнением окружающих. Только тот достоин славы и уважения, кто заботится о благополучии своего рода и народа- так считает народ.